# Keggenrode
Keggenrode was een kasteel of versterkte edelmanswoning in de Nederlandse plaats Heemstede, provincie Noord-Holland. De locatie is onbekend, maar het huis zal in de buurt van het huidige Valkenburgplein hebben gestaan.
Als stamvader van het geslacht Van Keggenrode geldt Hugo uter Bottelrie. Hij was een broer van Jan van Haarlem ver Aleijdenzone, die sinds 1284 eigenaar was van het nabijgelegen Berkenrode. Hugo was in dienst van de Hollandse graven en werkte daar als bottelier. De oudste vermelding van het kasteel Keggenrode dateert uit 1336: 'Hughelijns woninge'. Samen met zijn zoon Floris huurde hij in 1343/1344 ook nog een stuk grond van de graaf.
Hugo's zoon Floris was getrouwd met ene Clara en kreeg met haar twee zonen: Aernt en Hugo. Aernt was schout in Heemstede. Hugo kreeg waarschijnlijk een zoon met de naam Floris Hughenzone van Keggenrode. Deze Floris Hughenzone is bekend uit een document van 1411 en was getrouwd met ene Reijmburch. Hij is overleden vóór 1 april 1420. Over de lotgevallen van het kasteel Keggenrode is sindsdien niets meer bekend.
In de 17e eeuw komt de naam Keggenrode weer voor, maar dan in verbasterde vorm als Keijkenrode en Kaijkenrode. In 1664 werd Keyckenrode, bestaande uit drie percelen land met twee huizen, door Hendrik van Loon verkocht aan de erfgenamen van koopman Johan van Herlaer. In 1650 werd nog een resterend deel van Keyckenrode verkocht ter grootte van 500 roeden. Hierop werd de buitenplaats Duin en Dorp gesticht, die in 1697 door Pieter de Graeff werd aangekocht om bij zijn eigen buitenplaats Valkenburg te voegen.
Adrichem · Aelbrechtsberg · Akersloot · Amstel · Amsterdam · Assendelft · Assumburg · Banjaert · Beeckestijn · Berkenrode · Boekel · Bollenhofstede · Ten Bosch · Brederode · Caprera · Ter Coulster · Cranenbroek · Dampegeest · Eenigenburch · Egmond · Heemstede · Hilversum · Ilpenstein · Jan Aernts woninge van Bennebroek · Keggenrode · Ter Kleef · Kostverloren · Kronenburg · Marquette · Merestein · Middelburg · Muiderslot · Nederhorst · Nieuwburg · Nuwendoorn · Oud Haerlem · De Park · Poelenburg · Purmersteijn · Radboud · Huis te Ramp · Reewijk/Rietwijk · Rolland · Ruysdael · Schagen · Huis te Schoten · Sparenwoude · Te Spijk · Swanenburch · Sypesteyn · Tetrode · Teylingerbosch · Torenburg · Velsen · De Vlotter · Vogelenzang · Ter Wijc · Wijdenes · Ypestein · Te Zaanen